# 42번가 셔틀

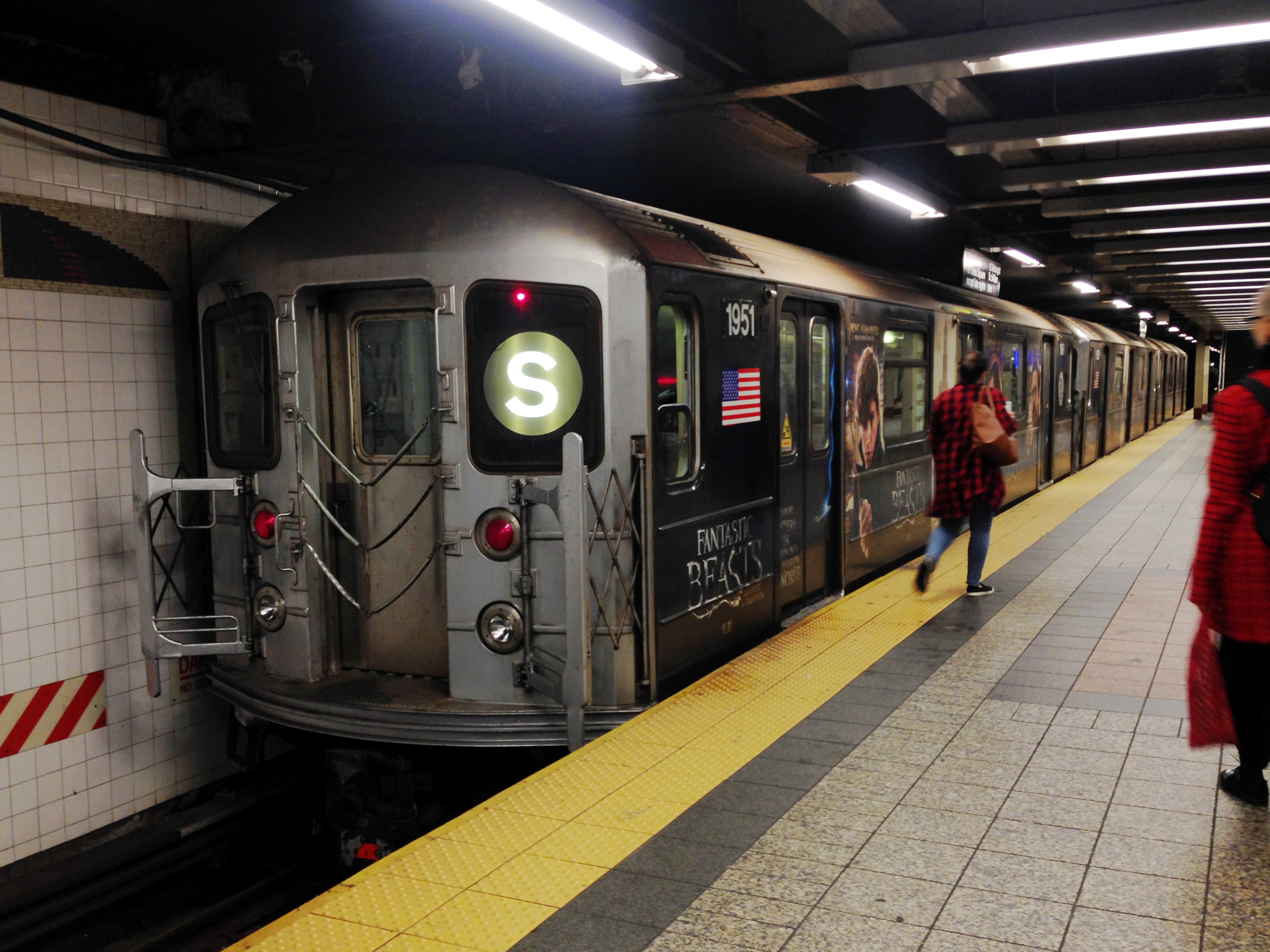

42번가 셔틀(영어: 42nd Street Shuttle 포티세컨드 스트리트 셔틀[*])은 미국 뉴욕주 뉴욕 맨해튼을 달리는 뉴욕 지하철 셔틀 철도 노선이다. 도시 고속도로 교통 회사 (IRT)가 노선을 보유 및 운영하고있다. 그랜드 센트럴 역에서 타임스 스퀘어 역을 잇는다.